# 无LGBT区

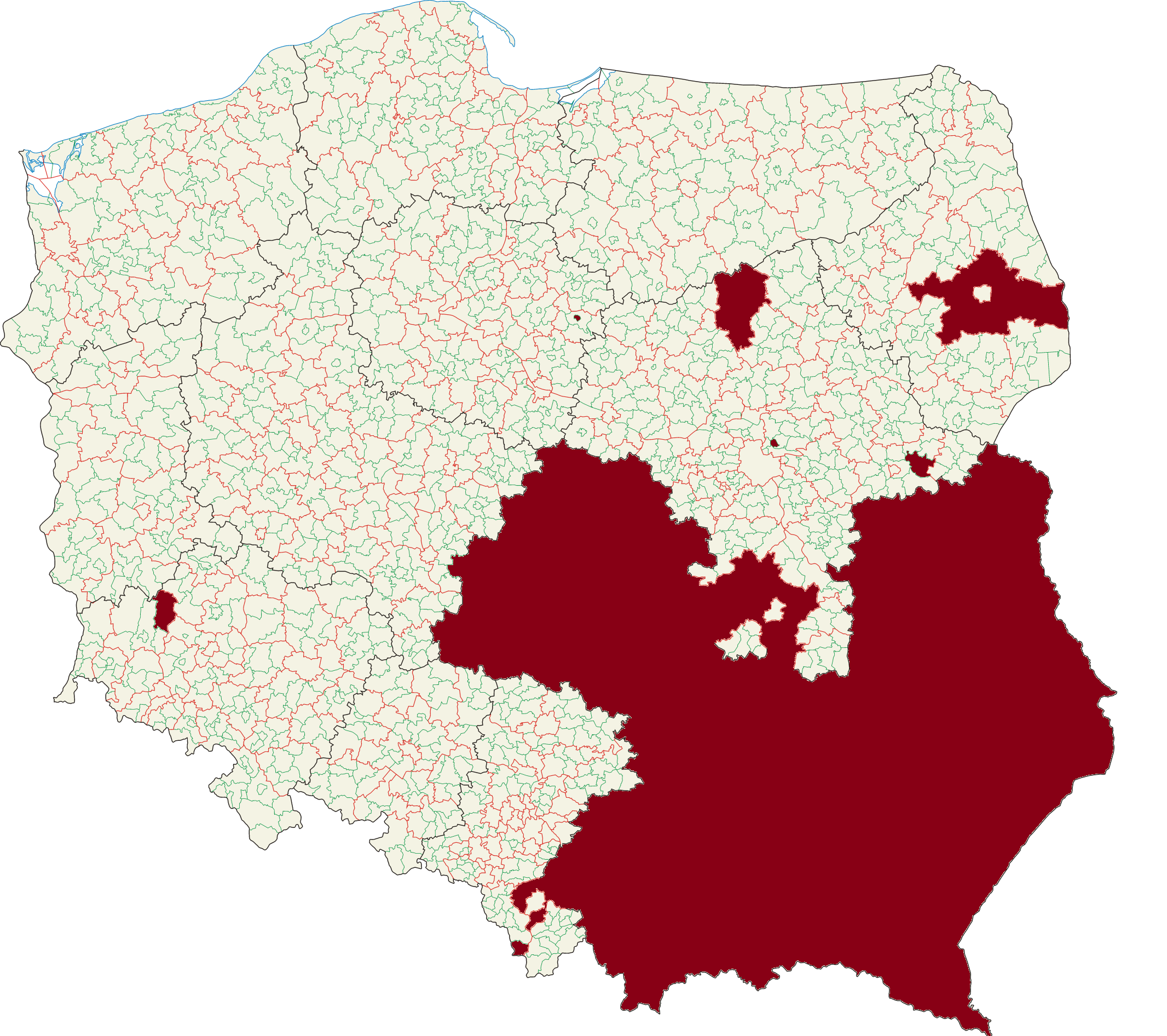
圖中以紅色標識的波蘭省、縣及市镇在2020年1月前均已通過反LGBT決議。 目前大部分決議已被廢除。

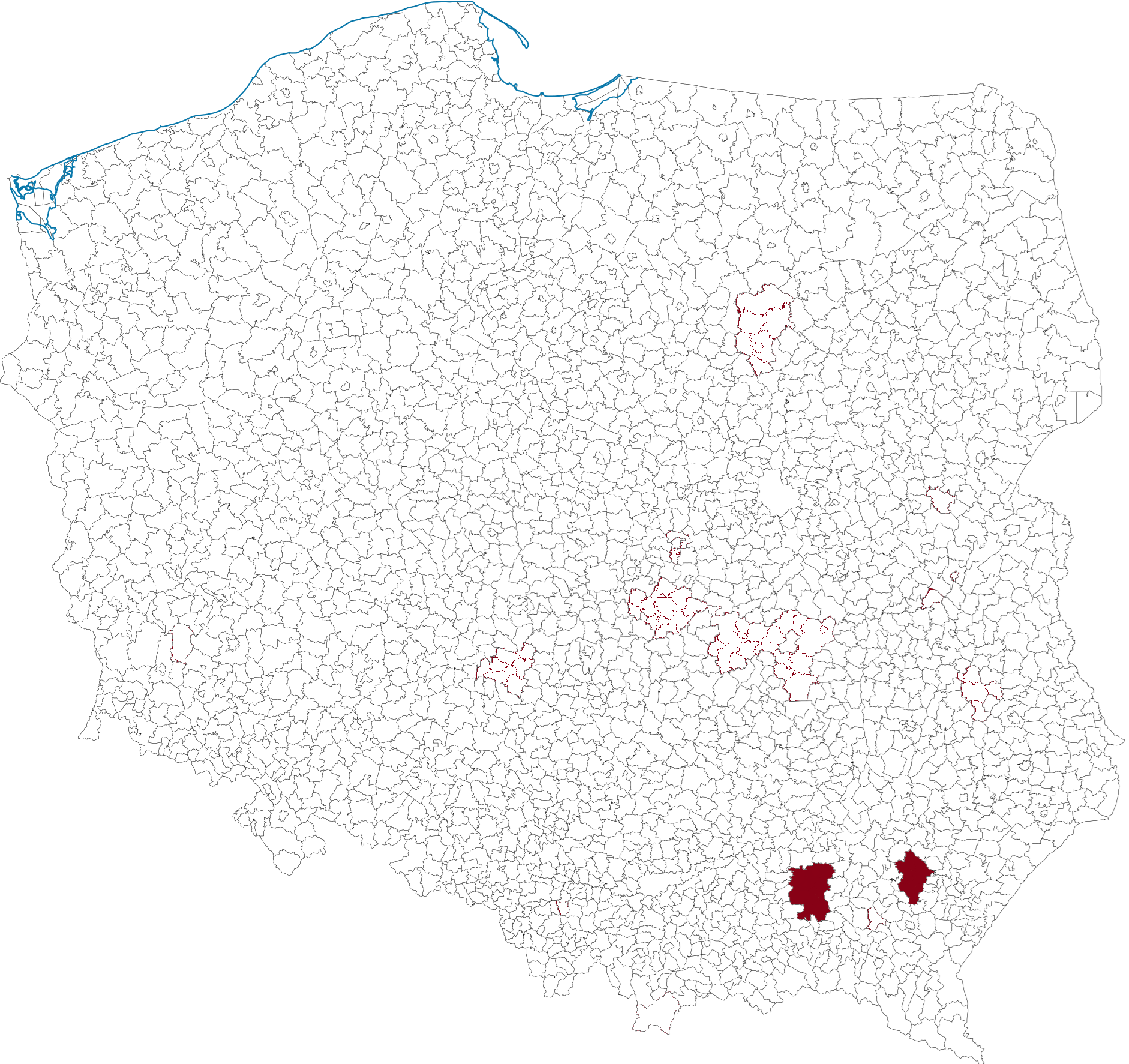
圖中以紅色標識的波蘭省、縣及市镇為目前仍維持反LGBT決議的地區。

無LGBT區（波蘭語： / 英語：） 指波蘭通過決議宣佈不歡迎LGBT權益的市鎮和地區， 它們以法規禁止平權遊行及其他任何形式的LGBT活動。 截至2020年6月，波蘭約有100個城市與5個省（約佔波蘭國土面積三分之一）通過了所謂的“無LGBT區”決議。 不過截至2023年10月，這些決議中的絕大部分已經撤回。
大多數“無LGBT區”決議都是由極端保守派、天主教組織法律秩序遊說而通過。

## 延伸閱讀
- Tomasz Knecht. . Rocznik Europeistyczny. 2020-09-04, 5: 123–141. doi:10.19195/2450-274X.5.8.

## 外部連接
- Atlas of Hate （页面存档备份，存于）——通過反LGBT意識形態政府決議的波蘭地圖
- Tu nie chodzi o ludzi （页面存档备份，存于）——展示有關所謂反LGBT決議政治辯論片段的視頻